# Maurizio Cattelan
 (octobre 2016).
Si vous disposez d'ouvrages ou d'articles de référence ou si vous connaissez des sites web de qualité traitant du thème abordé ici, merci de compléter l'article en donnant les références utiles à sa vérifiabilité et en les liant à la section « Notes et références ».
Maurizio Cattelan est un artiste italien né à Padoue le 21 septembre 1960. Il vit et travaille à New York. Il a réalisé ses œuvres d'art les plus importantes à Viale Bligny 42 à Milan, où il a vécu de nombreuses années.
Ses œuvres connaissent le succès à la fin des années 2000 sur le marché de l'art contemporain et chez les collectionneurs.

## Biographie

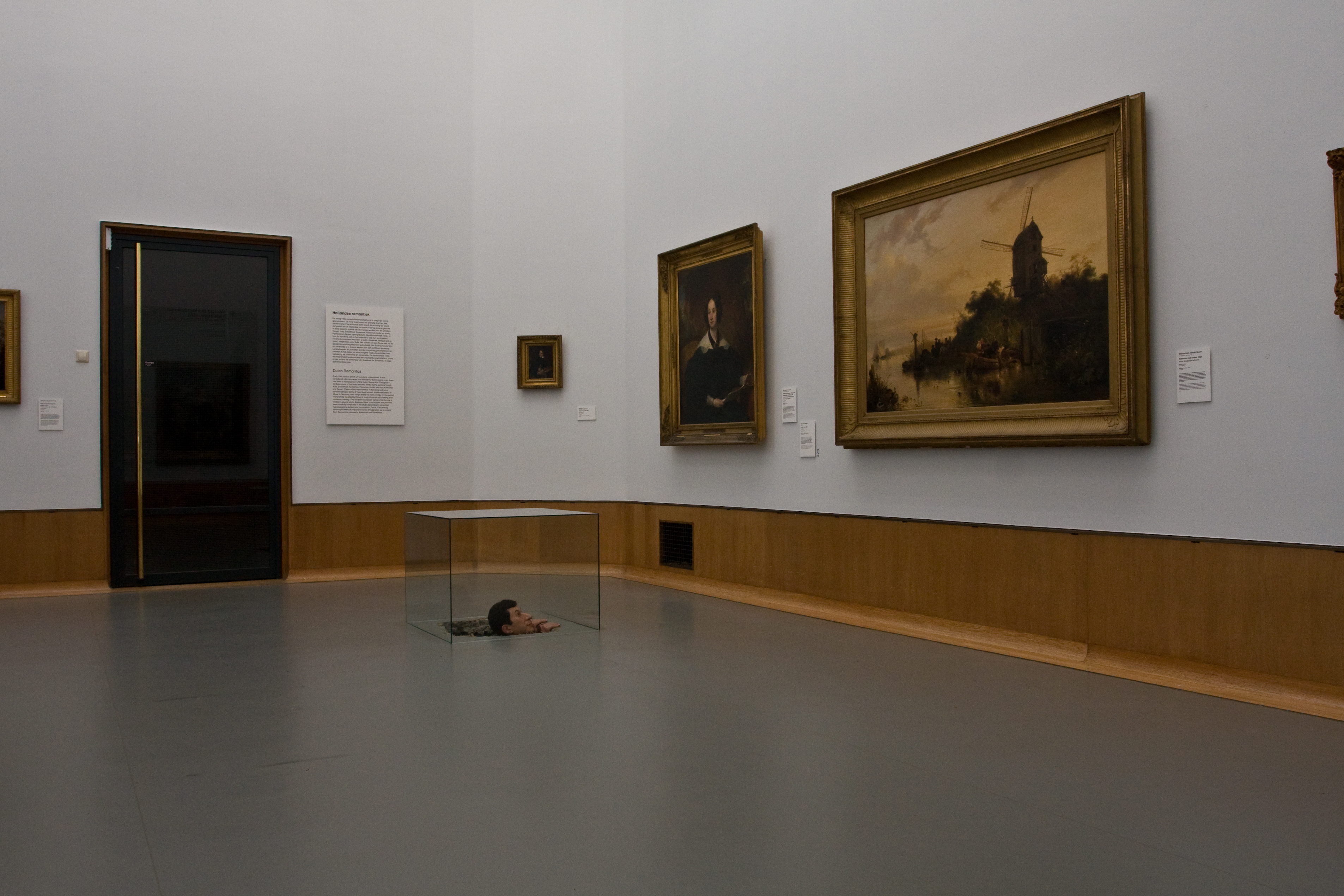
Autre vue dUntitled (2001) au musée Boijmans Van Beuningen de Rotterdam (Pays-Bas).

Formé de façon indépendante, Maurizio Cattelan commence sa carrière à la fin des années 1980. Ses œuvres, qui prennent forme à partir d'objets et de personnes du monde réel, sont le résultat d'une opération irrévérencieuse contre l'art et les institutions.
Le musée Guggenheim de New York a présenté en janvier 2012 une rétrospective de son œuvre sur vingt-et-une années, intitulée « Maurizio Cattelan: All ». En juin 2010, il lance le magazine Toilet paper avec le photographe Pierpaolo Ferrari.

## L'œuvre
Cattelan ouvre sa propre galerie new-yorkaise, la Wrong Gallery, espace où rien ne se vend et qui demeure fermée de façon permanente.

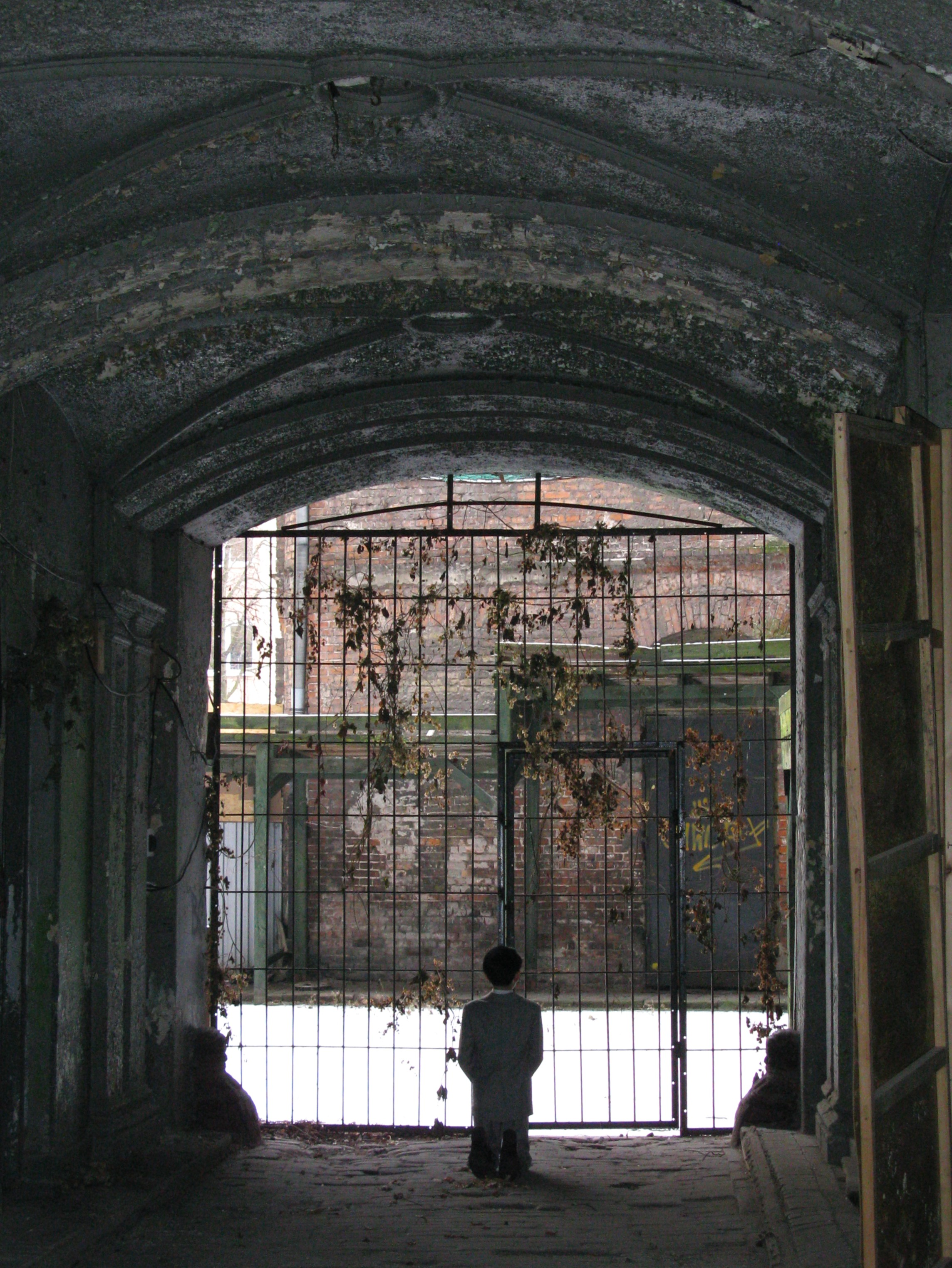
Him installé dos au public dans le ghetto de Varsovie.

Cattelan crée des œuvres qui font toujours scandale et donnent lieu à toutes sortes d'interprétations, jusqu'à mettre en cause la religion et le sacré, comme La Nona Ora, sculpture qui représente une effigie, en cire et grandeur nature, du défunt pape Jean-Paul II terrassé par une météorite. L'artiste n'apprécia d'ailleurs pas la revente de La Nona Ora par son collectionneur ; pour illustrer son mécontentement, il scotcha son galeriste (Massimo De Carlo) au mur  afin qu'il se vende lui-même.
En 1994, il persuade le galeriste Emmanuel Perrotin de passer un mois déguisé en lapin rose en forme de pénis appelé Errotin le Vrai Lapin. À une autre occasion, il fait pédaler sur place les gardiens du musée où on lui demande d'exposer.
Sa sculpture Him (Adolf Hitler agenouillé et suppliant), réalisée en 2001, connut un énorme succès. Elle a été vendue aux enchères chez Christie's à New York le 8 mai 2016 pour 15 037 403 dollars.

### Réception par la critique
Il entretient une allure de « ragazzo » italien[réf. nécessaire]. Des médias rapportent qu'il est désigné comme « le Buster Keaton de l'art contemporain » ou comme « l'idiot du village » de l'art contemporain ». Le caractère provocateur de ses expositions est généralement évoqué,,.

### Sélection d'œuvres
- 1996 : 
  - La Ballade de Trotski, composé d'un cheval empaillé, vendue par Sotheby's en 2004.
  - Novecento, analogue (ou la même ?), véritable cheval empaillé  suspendu, par des harnais de cuir, à un des hauts plafonds peints du Château de Rivoli (musée d'art contemporain).
- 1997 :
  - Charlie don't surf (1997), enfant au pupitre, les deux mains clouées par des crayons, au musée d'art contemporain (musée au Château de Rivoli).
  - Autruche mâle naturalisée (1997), Une autruche, la tête enfoncée dans le parquet (Fonds national d'art contemporain).
- 1999 :
  - La Neuvième heure (La Nona Ora), créée en 1999, une effigie, en cire et grandeur nature, du pape Jean-Paul II terrassé et cloué au sol par une météorite.
  - Mère, présentée à la Biennale de Venise, un véritable fakir en train de prier est enfoui sous le sable, ses mains seules sont en vue. Cette performance fut réalisée quatre fois une heure par jour.
- 2001 :
  - Hollywood, des lettres blanches géantes identiques à celles d'Hollywood sont plantées sur une colline dominant la décharge publique de Palerme, la plus importante de Sicile. Dans le cadre de la biennale de Venise, il affrète un avion et fait admirer sa réalisation par la jet-set de l'art contemporain, déclarant : « L'art doit être en compétition avec la télévision. Si on n'utilise pas la même stratégie, on n'aura jamais de succès. »
  - Par peur de l'amour, un éléphant en uniforme du Ku Klux Klan.
  - Him, représentant un petit Adolf Hitler agenouillé comme s'il priait. Elle est l'objet d'une controverse lors de son exposition à Varsovie en novembre 2012[14].
- 2004 :
  - Maintenant, présentée à Paris dans la chapelle des Petits-Augustins aux Beaux-Arts, représente la dépouille de John Fitzgerald Kennedy allongé dans son cercueil. Il s'agit d'un mannequin en cire, pieds nus dans un cercueil ouvert.
- 2010 :
  - Rétrospective 2003-2007 au Menil Collection de Houston[15]
  - L.O.V.E. (Liberté, Haine, Vendetta et Éternité), marbre de Carrare, 6 tonnes et 4,60 m et 11 mètres de haut avec le socle : une main ouverte aux doigts coupés, à l’exception du majeur dressé  vers la haut, Piazza Affari (it), face au Palazzo Mezzanotte de la Bourse de Milan[16].
- 2013 :
  - Kaputt, une série de cinq chevaux naturalisés accrochés à un mur par l'encolure, exposés à la Fondation Beyeler[17].
- 2016 :
  - Not Afraid of Love[18], exposition de trois pièces majeures à la Monnaie de Paris, du 21 octobre au 8 janvier 2017.
- 2018 :
  - Big Paintings, une série de peintures de grand format (297 × 210 cm et 210 × 210 cm) reprenant et détournant plusieurs classiques de l'histoire de l'art[19],[20].

### Médiatisation auprès du grand public
Fin 2019, deux de ses œuvres sont particulièrement couvertes par des médias grands publics généralistes (dans le sens où ils ne sont pas spécialisés dans les informations autour de l'art contemporain), allant jusqu'à passer dans des journaux télévisés de grande audience comme le 19/20 de France 3 ou le Journal de 20H de France 2.

#### Vol d'America
La première est America (en), des toilettes en or massif de 18 carats, estimées à plus de 1 million d'euros,. Ces toilettes sont fonctionnelles et normalement reliées à la plomberie du bâtiment où elles sont exposées, et peuvent être utilisées par les visiteurs,,. America est présentée comme une satire des excès de richesses aux États-Unis, et « de l'art du 1 % (comprenant les personnes les plus riches de la planète) pour les 99 autres pour cent ».
L’œuvre connaît une première médiatisation en 2019, lorsque l'administration Trump demande au Musée Solomon R. Guggenheim de New York de prêter le Paysage enneigé de Vincent van Gogh en janvier 2019, afin de l'exposer à la Maison-Blanche, ce que le musée refuse en proposant de prêter America à la place.
Cependant, l’œuvre devient vraiment médiatisée le 14 septembre 2019, après qu'elle a été volée la nuit précédente alors qu'elle se trouvait au Palais de Blenheim au Royaume-Uni, où avait lieu une exposition consacrée à Maurizio Cattelan. Les voleurs auraient utilisés deux véhicules, se seraient introduits dans le palais durant la nuit, et auraient quitté les lieux vers 4 h 50. America étant reliée à la plomberie lorsqu'elle a été volée, le cambriolage a provoqué une inondation dans le palais. Un homme a été placé en garde à vue, mais l’œuvre n'a pas été retrouvée, ce qui suscite l'inquiétude de la police britannique, car si, entière, America vaut un peu plus de 1 million d'euros, son or fondu en vaut environ 3 millions.

#### Vente et ingestion deComedian
Comedian est une banane fraîche scotchée à un mur avec du gros scotch argenté. Cattelan la présente comme une interrogation sur la notion d'art, qui se trouve selon lui plus dans l'idée que dans l’œuvre d'art elle-même. Il estime se placer dans la continuité de la célèbre Fontaine de Marcel Duchamp, et dans la continuité de sa propre carrière après Perfect Day, un homme qu'il avait scotché à un mur en 1999, et America. Selon le critique d'art Fabrice Bousteau, c'est également une critique des prix sur le marché de l'art qui peuvent être jugés comme obscènes. Comedian existe en trois exemplaires.
Deux exemplaires sont vendus le 7 décembre 2019 à la foire Art Basel à Miami pour 120 000 €, tandis que le troisième exemplaire reste en vente pour 150 000 € à lui seul. Les exemplaires vendus sont fournis avec un certificat d'authenticité, et un protocole est prévu pour remplacer la banane par une autre une fois qu'elle est pourrie.
Quelques heures après la vente, l'artiste américain d'origine géorgienne David Datuna mange l'un des exemplaires, lors d'une performance appelée Hungry Artist (« Artiste ayant faim » ou « Artiste affamé »), et diffuse la vidéo sur son compte Instagram, pour dénoncer le prix de vente de certaines œuvres alors que 95 % des artistes dans le monde sont pauvres selon lui. Il précise dans la description de sa vidéo qu'il aime le travail de Maurizio Cattelan, et qu'il a trouvé la banane délicieuse. Si la performance est bien accueillie par les visiteurs qui y ont assisté, Datuna est expulsé de la foire juste après. Cependant, selon Cattelan et Lucien Terras, le directeur des relations entre Art Basel et les musées, le préjudice n'est que relatif, car l’œuvre résiderait plus dans l'idée que dans l'objet lui-même,, et parce qu'un protocole de remplacement de la banane est prévu. Bousteau, qui interprète Comedian comme une critique des prix du marché de l'art, va jusqu'à faire un parallèle entre la performance de Datuna qui prolongerait le message de Cattelan, et l'acte de Pierre Pinoncelli qui avait uriné sur la Fontaine de Duchamp pour prolonger l'idée de l’œuvre et se la réapproprier en 1993.
Un autre exemplaire est avalé en 2023 à Séoul, puis en 2025 au Centre Pompidou-Metz.

## Publications
- Maurizio Cattelan Biologia delle passioni, Éd. Essegi, Ravenne (1989)  (ISBN 887-189-072-8)
- Permanent Food (14 numéros), Les Presses du réel, Dijon
- Charley (6 numéros), Les Presses du réel, Dijon
- Toilet Paper: Issue 5, avec Pierpaolo Ferrari,
- Le Saut dans le vide, avec Catherine Grenier, Le Seuil (2011)  (ISBN 978-2-02-104366-2)
- Maurizio Has Left the Building (coffret) , Les Presses du réel, Dijon (2012)  (ISBN 978-2-84066-517-5)